# أفانسون (الأردين)
أفانسون هي بلدية فرنسية تقع في إقليم الأردين في منطقة غراند إيست.   